# Armand-Emmanuel du Plessis de Richelieu
Armand-Emmanuel-Sophie-Septimanie de Vignerot du Plessis (25. září 1766 Paříž – 17. května 1822 tamtéž) byl francouzský a ruský státník, voják a šlechtic: hrabě z Chinonu, od roku 1791 vévoda z Fronsacu a Richelieu a francouzský pair.

## Život
Otec Armanda-Emmanuela du Plessis byl Louis Antoine du Plessis, vévoda z Fronsacu a syn maršála de Richelieu (1696–1788). Hrabě z Chinonu, jak se tituloval coby dědic vévodství Richelieu, si v patnácti letech vzal Rosalii de Rochechouart, znetvořenou dvanáctiletou dívku, s níž nikdy neměl víc než jen formální vztah. Po dvou letech cestování po zahraničí byl přijat k dragounům a příští rok získal místo u dvora, kde získal pověst muže puritánské prostoty. V roce 1790 odešel do Vídně a jako dobrovolník se svým přítelem princem Charlesem de Ligne vstoupil do ruské armády; 21. listopadu dorazil do ruského hlavního štábu v Benderech.
Podílel se na dobytí Izmajilu a od Kateřiny II. obdržel velkokříž sv. Jiří a zlatý meč. Po smrti svého otce v únoru 1791 převzal titul vévody z Richelieu. Krátce nato byl Ludvíkem XVI. povolán do Paříže; ale protože u dvora nepožíval dostatečnou důvěru, nebyl zasvěcen do plánovaného útěku do Varennes. V červenci od Národního shromáždění obdržel cestovní pas do Ruska.
V roce 1792 dočasně velel armádě francouzských emigrantů Chevaliers-dragons de la couronne.
V ruské armádě se stal generálmajorem, ale byl nucen rezignovat následkem intrik svých nepřátel. Na žádost ruské vlády bylo jeho jméno vyškrtnuto ze seznamu emigrantů. V roce 1803 se stal guvernérem Oděsy. Aktivně podporoval německé emigranty, kteří přijeli do Oděsy v roce 1803, z nichž později vznikla etnická skupina černomořských Němců. Nechal je první zimu přenocovat v kasárnách a zařídil výkup pozemků, aby se usadili.
V roce 1805 byl Richelieu jmenován generálním guvernérem Chersonu, Jekatěrinoslavi a Krymu, v té době Nového Ruska. Za jedenáct let jeho správy se z Oděsy stalo důležité město, jehož hospodářský rozvoj účinně podporoval. V turecké válce roku 1806/07 velel divizi a byl často zaneprázdněn vojenskými výpravami na Kavkaz.
Richelieu se vrátil do Francie v roce 1814; při triumfálním návratu Napoleona z Elby doprovázel Ludvíka XVIII. do Lille. Odtamtud se vrátil do Vídně, aby opět nastoupil do ruské armády; věřil, že může nejlépe sloužit zájmům monarchie a Francie podporou cara Alexandra. Ačkoli se mu nepodařilo většinu zkonfiskovaného majetku získat zpět, nesdílel zášť většiny vracejících se emigrantů, jejichž intrikaření se během svého exilu vyhýbal. Nesdílel jejich myšlenku, že revoluce by měla být zcela zvrácena. Jako osobní přítel ruského cara měl značný vliv na spojeneckých poradách. Odmítl však Talleyrandovu nabídku místa v kabinetu s poukazem na svou dlouhou nepřítomnost ve Francii a neznalost francouzské situace. Po Talleyrandově odchodu však souhlasil, že ho nahradí jako předseda vlády, ačkoli – jak sám řekl – neznal tvář žádného ze svých kolegů.

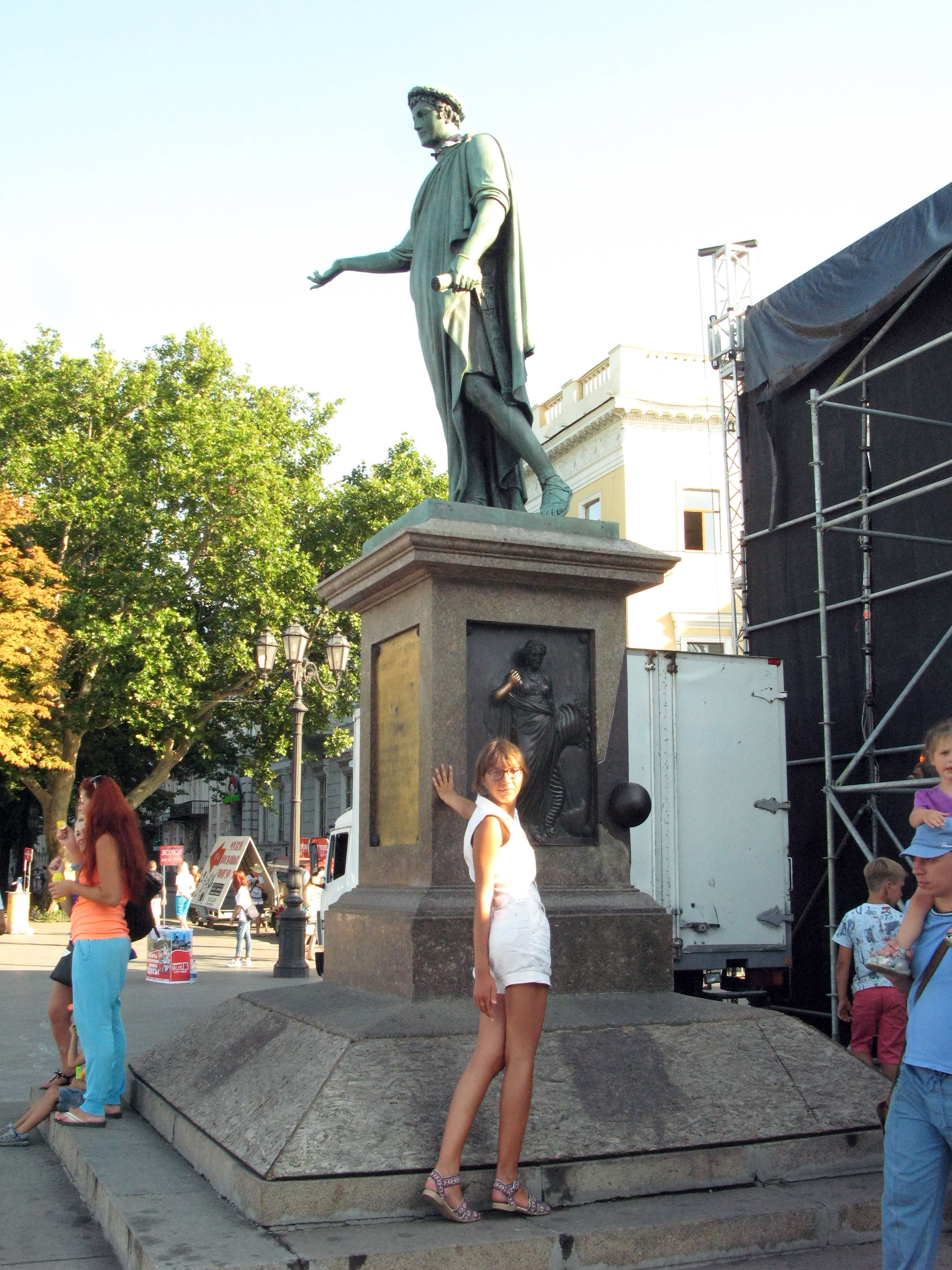
Richelieuův památník v Oděse

Funkční období Richelieuovy vlády patří do kontextu restaurace Bourbonů. Právě díky jeho úsilí byla Francie tak brzy osvobozena od břemene spojenecké okupace. Zejména s tímto cílem se zúčastnil v roce 1818 kongresu v Cáchách. Tam byl důvěrně informován o obnovení smlouvy, která spojencům ukládá povinnost zasáhnout v případě obnovených revolučních nepokojů; částečně kvůli této znalosti rezignoval v prosinci téhož roku na úřad, protože jeho kolegové se postavili proti reakční novele volebního zákona. Po vraždě vévody z Berry a vynucené Decazesově rezignaci se 20. února 1820 opět stal předsedou rady ministrů. Jeho pozice se však stala neudržitelnou kvůli útokům ultrakonzervativců z jedné a liberálů z druhé strany. V prosinci 1821 rezignoval znovu, jen několik měsíců před svou smrtí na mrtvici v roce 1822.
V roce 1816 se Richelieu stal členem Francouzské akademie. Po jeho smrti mu obyvatelé Oděsy postavili v roce 1828 památník na Primorskij bulvár. Ukazuje bývalého guvernéra v póze římského státníka s tógou.